# Крижанівський Ярослав Йосипович
Ярослав Йосипович Крижанівський (або Крижановський; 20 липня 1932, м. Бучач, нині Тернопільської области, Україна - 4 жовтня 2023, Київ) — український лікар-хірург, педагог. Доктор медичних наук (1979), професор (1985).

## Життєпис
Народжений у Бучачі, де закінчив середню школу (нині у приміщенні діє гімназія імені Володимира Гнатюка). Потім — Станіславський медичний інститут (1955, з відзнакою, нині — Івано-Франківський національний медичний університет).
Від 1955 року працював викладачем Бучацького медичного училища й лікарем Бучацької міжрайонної лікарні. У 1961 році вступив до аспірантури Київського медичного інституту (нині — Національний медичний університет) ім. О. О. Богомольця (при катедрі ортопедії і травматології).
Виконав і захистив: кандидатську дисертацію на тему «Оперативне лікування вродженого вивиху стегна у підлітків і дорослих» (достроково), докторську «Оперативне лікування переломів і псевдоартрозів шийки стегна» (1979).
У 1986 році став деканом з інтернатури, від 1994 — завідувачем катедри загальної хірургії № 2 з курсом військово-польової хірургії. За його ініціативи створили центри мікрохірургії кисті (1994) і хірургії шийки стегна та пошкоджень великих суглобів (2001) у Києві.
Нагороджений Почесними грамотами МОН і МОЗ України.